# Umzantsia amazana
Umzantsia amazana è un tetrapode estinto, di incerta collocazione sistematica. Visse nel Devoniano superiore (Famenniano, circa 360 milioni di anni fa) e i suoi resti fossili sono stati ritrovati in Sudafrica.

## Descrizione
I resti di questo animale sono molto incompleti, e non è quindi possibile ricostruirne fedelmente l'aspetto. Era probabilmente un tetrapode arcaico simile a Ichthyostega o Acanthostega, dal momento che alcune sue caratteristiche sono assimilabili a quelle di altri tetrapodi devoniani. Il cleitro si assottigliava anteroventralmente in una punta e portava una singola base per l'inserzione dello scapolarcoracoide, che si estendeva lungo il processo anteroventrale, formava un picco dorsale a forma di V per poi terminare posteriormente in una sporgenza. L'osso iugale si estendeva anteriormente fino all'orbita ed era in contatto con il prefrontale. Rispetto ad altri tetrapodi basali vi erano alcune differenze, tra le quali la più rilevante era la presenza di notevoli ornamentazioni per quasi tutta la superficie del cleitro; la scapola era priva di cresta scapolare, ed era presente un preopercolo. 
Tra le autapomorfie di Umzantsia si ricordano la presenza di un'estensione posterodorsale semicircolare sulla cresta del cleitro, e nella particolare ornamentazione costituita da "ondine" parallele e sottili. L'osso iugale possedeva un margine orbitale molto corto ed era sprovvisto di un processo postorbitale distinto. L'infradentale più anteriore ("spleniale") era molto più lungo degli altri.

## Classificazione e importanza dei fossili
Umzantsia amazana venne descritto per la prima volta nel 2018, sulla base di resti fossili ritrovati nei pressi di Grahamstown in Sudafrica, in terreni risalenti alla fine del Famenniano. Un altro tetrapode arcaico rinvenuto nella stessa zona è Tutusius.  
Non è chiaro quale fosse la posizione filogenetica di Umzantsia, ma l'importanza di questi resti fossili risiede nel fatto che, fino alla descrizione di questi resti, i tetrapodi del Devoniano erano noti tutti da una regione tropicale o subtropicale, e quasi tutti provenivano dalla Laurussia, un antico continente che incorporava Europa, Groenlandia e Nordamerica. Il Sudafrica, nel Famenniano, faceva parte del circolo polare antartico; la scoperta di Tutusius e di Umzantsia, quindi, dimostra che i tetrapodi devoniani non erano confinati ad ambienti caldi e suggerisce che questi animali possano aver avuto una distribuzione globale.